# 卡尔萨迪利亚德特拉
卡尔萨迪利亚德特拉，是西班牙卡斯蒂利亚-莱昂萨莫拉省的一个市镇。 总面积27平方公里，总人口350人（2015年），人口密度13人/平方公里。